# 韓国鉄道9211系気動車
韓国鉄道9211系気動車（かんこくてつどう9211けいきどうしゃ）は、かつて韓国鉄道庁→韓国鉄道公社（KORAIL）が所有していた気動車。製造当初は281系という形式名だった他、NDC（New Diesel Car）、ムグンファ号形気動車（朝鮮語: 우등형 디젤 액압 동차）とも呼ばれていた。

## 概要
韓国の中・短距離都市間優等列車であるムグンファ号のうち、都市間短距離列車向けに1984年から1990年にかけて36両が製造された。設計にはコンピュータによる構造解析が取り入れられ、前面は前照灯上部から「く」の字に曲線を描きながら曲がる流線形となり、京成初代AE形に似た前面形状となった。車内は乗客の疲労削減のため2＋3列配置の回転式簡易リクライニングシートが設置され従来の客車列車（3＋3列配置）から居住性が向上した。床下に搭載されたエンジンはカミンズ製のものが採用され、変速機はフォイト製のトルクコンバータを用いた。
なお、1999年には3両（9421＋9321＋9221）が大統領や政府要員、国賓などを輸送する特別車両（朝鮮語: 비즈니스 동차）に改造されている。

### 形式
主要形式は以下の通りであった。なお1992年10月1日に韓国鉄道庁で気動車の車両番号変更が実施されており、"（）"内はそれ以前の形式番号である。
- 9211形（←281形） - 釜山側に連結された動力車（Mc）。カミンズ製のディーゼルエンジンが床下に2基搭載されていた。日本国有鉄道の気動車の形式称号における「キハ」に該当する。
- 9411形（←481形） - 大邱側に連結された制御車（Tc）。床下には給電用のエンジンが搭載された。「キクハ」に該当。
- 9311形（←381形） - 中間に連結された、運転台がない動力車（M）。1985年から製造がおこなわれた。「キハ」に該当。
- 9421形（←491形） - 1990年に2両が製造された、ソウル・大邱側の動力車（Mc1）。ディーゼルエンジンは1基のみ搭載された。「キハ」に該当。

## 運用
登場時は2両編成で使用され、翌1985年に中間車の製造が始まって以降は3・4両編成での運用も行われた。導入当初は釜山や大邱を基点とした運用に投入され、都市間の高頻度運転実現に貢献したが、需要増加に伴い釜山・大邱地域のムグンファ号は客車列車に置き換えられたため、後年は嶺南地方を中心に活躍した他、ソウル近郊の京春線が非電化路線だった時代に設定されていたムグンファ号にも投入されていた。なお、車内の座席配置については居住性の向上を目的に2000年までに2＋2列配置に変更されている。
耐用年数である20年を超えた事により2006年以降廃車が始まり、最後まで残された4両編成も2010年2月16日を最後に営業運転から退いた。特別車両についてはそれ以降も在籍し、2009年以降は改造の上韓国鉄道公社の社長専用列車となったが、2015年2月11日をもって廃車された。
2019年現在、特別車両（3両編成）が鉄道博物館に保存されている。

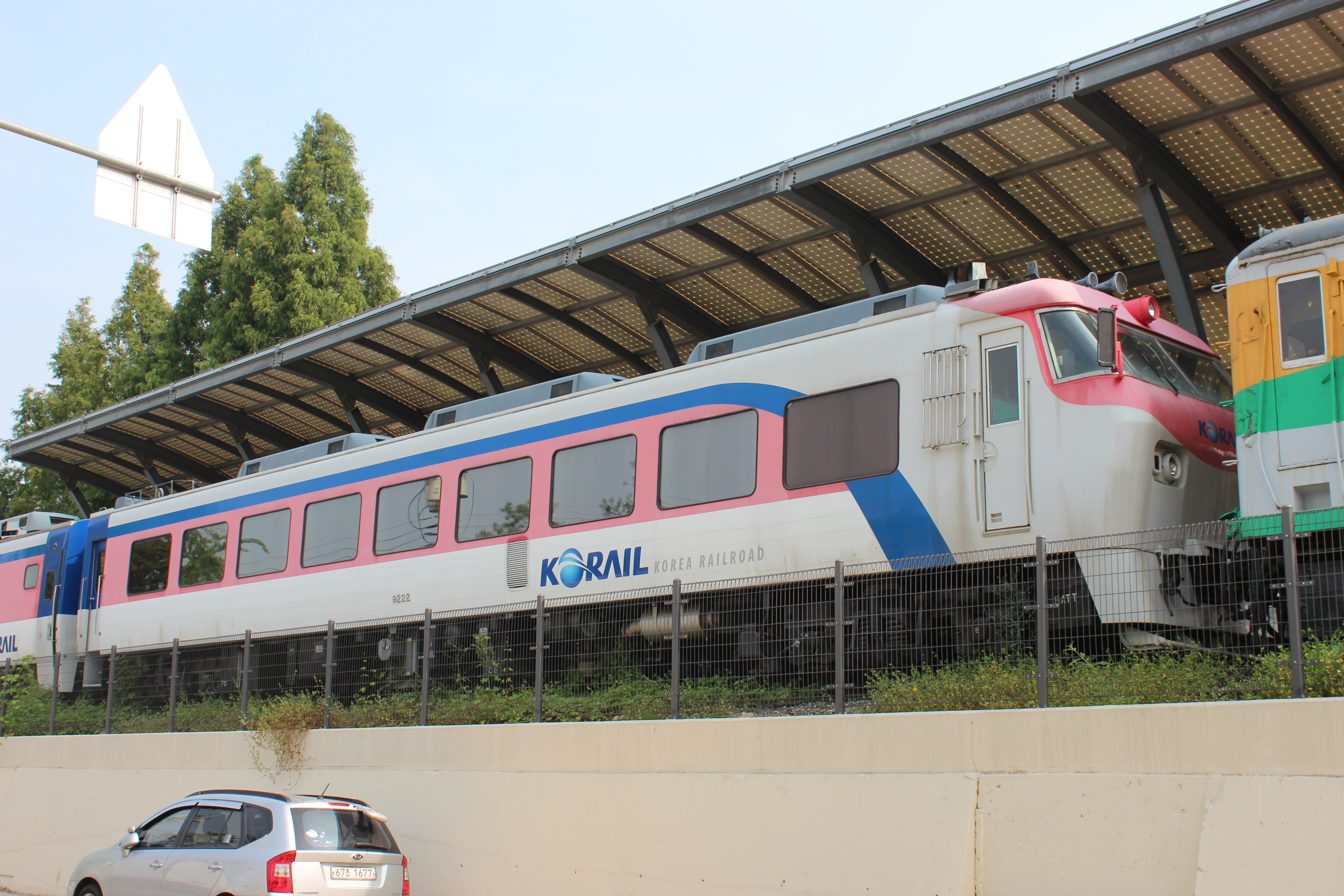
鉄道博物館に保存されている特別車両

## 参考資料
- 中田廣、山田俊英『韓国の鉄道 100周年を迎える隣国の鉄道大百科』JTB、1997年12月。ISBN 4-533-02943-4。